# Kanton Belle-Isle-en-Terre
Belle-Isle-en-Terre is een voormalig kanton van het Franse departement Côtes-d'Armor. Het kanton maakte deel uit van het arrondissement Guingamp. Het werd opgeheven bij decreet van 13 februari 2014 met uitwerking op 22 maart 2015. De gemeenten werden toegevoegd aan het kanton Callac.

## Gemeenten
Het kanton Belle-Isle-en-Terre omvatte de volgende gemeenten:
- Belle-Isle-en-Terre (hoofdplaats)
- La Chapelle-Neuve
- Gurunhuel
- Loc-Envel
- Louargat
- Plougonver
- Tréglamus